# Werner Glasenapp
Werner Glasenapp (* 23. Januar 1904 in Libau heute Liepāja in Lettland; † 4. August 1984 in Meckenheim) war ein deutscher Industriedesigner, Goldschmied und Hochschullehrer.

## Leben und Karriere
Werner Glasenapp wurde am 23. Januar 1904 in Libau geboren. Nach seiner Ausbildung zum Goldschmied und Industriedesigner begann er seine Karriere als Lehrer und Werkgruppenleiter an der Meisterschule für das Kunsthandwerk. Dort prägte er viele Jahre lang die Ausbildung junger Designer und Handwerker, u. a. Norbert Schlagheck (Siemens), Herbert Schwabe (Ford) oder Erich Angerhöfer (Mercedes u. Audi).
In den 1930er Jahren entwarf Glasenapp mehrere Leuchten für den Leuchtenhersteller Körting & Matthiesen in Leipzig. Darunter sind die Rohrtischleuchte Kandem Nr. 934 und die Schwenkleuchte „Kandem Nr. 8301“. Nach dem Zweiten Weltkrieg gründete er 1949 die Nachkriegs-Designabteilung an der Folkwangschule für Gestaltung in Essen. Er verfasste 1966 das erste ausführliche Berufsbild für den Industrial Designer für die Bundesanstalt für Arbeit.

## Werke
- Wandleuchte K830: Sie wurde in den frühen 1930er Jahren von Werner Glasenapp entworfen und kürzlich von Midgard neu aufgelegt. Sie weist schwenkbare Arme und einen flexibel ausrichtbaren Lampenschirm auf.
- Flexible Leuchte: Diese basiert ebenfalls auf einem Entwurf von Glasenapp aus den 1930er Jahren und wurde von Midgard in Zusammenarbeit mit seinem Enkel Uwe Glasenapp neu interpretiert.
- Der Entwurf des ursprünglichen Handrührgerät Krups 3 Mix stammt von Werner Glasenapp. Es wurde ab 1959 verkauft und ist bis heute erhältlich.[3]

## Zusammenarbeit mit Unternehmen
Werner Glasenapp arbeitete im Laufe seiner Karriere mit mehreren namhaften Unternehmen zusammen. Dazu gehörten:
- Krups: Glasenapp entwarf verschiedene Haushaltsgeräte, die für ihr funktionales und ästhetisches Design bekannt wurden.
- Küppersbusch: Hier arbeitete er an der Gestaltung von Öfen und Herden.
- Miele: Glasenapp war an der Entwicklung von Waschmaschinen und anderen Haushaltsgeräten beteiligt.
- Dorma: Hier entwarf er Türschließer und Beschläge.

## Einfluss und Vermächtnis
Als Lehrer und Designer hinterließ Glasenapp einen bleibenden Eindruck in der Welt des Kunsthandwerks und der industriellen Gestaltung. Viele seiner Schüler wurden selbst erfolgreiche Designer und trugen seine Lehren weiter.